# Victor-François de Broglie
Victor François de Broglie, II Duque de Broglie (París, 19 de octubre de 1718-Münster, 30 de marzo de 1804) fue un Mariscal de Francia, Ministro de Guerra, Gobernador de Metz, Toul y Verdún, gobernador de Alsacia. Fue uno de los líderes del Ejército de los emigrados que intentó oponerse a la Revolución Francesa.

## Biografía
Victor François de Broglie, II duque de Broglie, perteneciente a la Casa de Broglie, proveniente del Piamonte. Nació en París el 19 de octubre de 1718, era el hijo mayor del primer duque de Broglie, François Marie de Broglie. 
Sirvió junto a su padre en la Guerra de Sucesión Polaca, distinguiéndose en el sitio de Pizzighettone, en Parma y en la batalla de Guastalla.
Enviado a anunciar la victoria en esta batalla a Luis XV fue nombrado Coronel del Regimiento de Luxemburgo con solo 16 años, puesto que estaba vacante por la muerte del conde Budes.
Continuó sirviendo en Italia hasta el final de la Guerra de Sucesión Polaca.

### Guerra de Sucesión Austriaca
Al comienzo de la Guerra de Sucesión Austriaca (1741), fue destinado al ejército de Alemania a las órdenes de Mauricio de Sajonia. 
El 1 de marzo de 1741 fue ascendido a Ayudante General de División de Infantería.
Participó en el asalto a Praga dirigiendo los ataques.
Participó en el asedio de Enger ayudando con esta actividad a que las líneas de comunicación entre Francia y Bohemia siguieran abiertas.

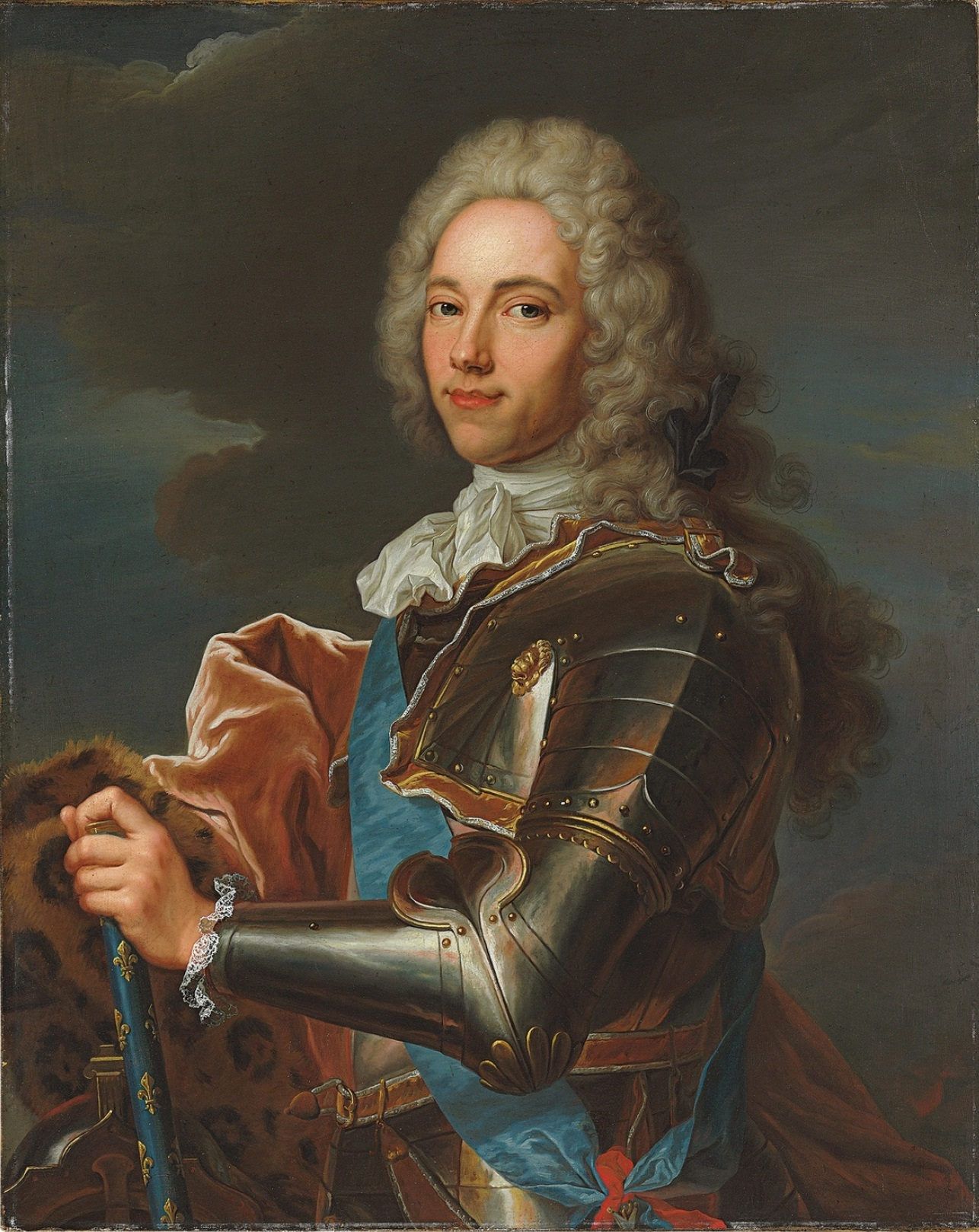
François Marie de Broglie. Padre de Victor François de Broglie

El 26 de abril de 1742 fue ascendió a Brigadier.
Ese mismo año comenzó a servir bajo las órdenes de su padre en Baviera. En primavera de 1743 participó en la retirada que se vio obligado a realizar su padre desde Baviera hasta posiciones más seguras en el Rin por la superioridad numérica de sus adversarios realizando una retirada ordenada en la que no tuvo ninguna pérdida de importancia. Sin embargo François Marie de Broglie perdió el mando del ejército y murió en el exilio dos años después.
Victor François de Broglie continuó sirviendo en el ejército del Rin, bajo las órdenes de François de Franquetot, Duque de Coigny, distinguiéndose por la toma de Wissembourg.
El 1 de mayo de 1745 fue ascendido a Mariscal de Campo.
A la muerte de su padre (el 22 de mayo de 1745) tomó el título de Duque de Broglie.
Entre 1746 y 1748 fue destinado al ejército de Flandes, participando en las batallas de Rocoux y en Lauffeld. Asimismo participó en el asedio de Maastricht ganándose los elogios de Mauricio de Sajonia.
El 10 de mayo de 1748 fue ascendido a Teniente General, poco después de la firma del Tratado de Aquisgrán que puso fin a la guerra.
Desde 1748 hasta 1757 fue Inspector del Ejército y se preocupó por la preparación de los oficiales.

### Guerra de los Siete Años

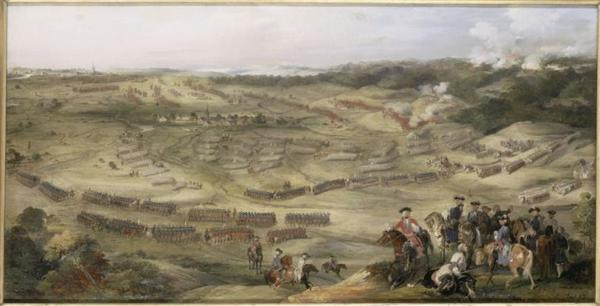
Batalla de Hastenbeck. Obra de Louis Edouard Rioult

Victor François de Broglie, al comenzar la Guerra de los Siete Años, fue puesto al mando de una división bajo el mando de Louis Charles César Le Tellier, Mariscal D´Estrées. Junto a él participó en la victoria francesa en la batalla de Hastenbeck (26 de julio de 1757).
El mando de este ejército pasó poco después a Louis François Armand de Vignerot du Plessis, pero la división mandada por Victor François de Broglie fue enviada a reforzar al ejército francés que operaba al mando de Charles de Rohan, Príncipe de Soubise y que unido a un ejército imperial entró en Sajonia para expulsar a Federico II de Prusia. Se unió a este ejército poco antes de la batalla de Rossbach. Durante la batalla dirigió varias cargas que hicieron posible la retirada de parte del ejército franco-imperial.
Fue empleado durante el invierno para contener las tropas prusianas en el río Weser.
En 1758 manda la vanguardia del ejército de Charles de Rohan que penetra en Hesse-Cassel. 
El 10 de octubre de 1758 tuvo un papel destacado en la batalla de Lutzelberg.
Durante el invierno de 1758 obtuvo el mando en funciones del ejército francés que estaba acantonado entre los ríos Rin y Meno.
El 13 de abril de 1759 fue atacado por Fernando de Brunswick. Victor François de Broglie solo tenía 28.000 soldados mientras que Fernando de Brunswick contaba con 40.000 hombres. La batalla de Bergen terminó con la victoria francesa lo que obligó a las tropas de Fernando de Brunswick a evacuar Franconia.
Victor François de Broglie fue recompensado por Francisco I del Sacro Imperio Romano Germánico con su nombramiento como Príncipe del Sacro Imperio Romano Germánico.
Tras esta victoria pasó a servir bajo las órdenes de Louis Georges Érasme de Contades participando el 9 de julio de 1759 en la batalla de Minden que terminó con derrota francesa. Tras esta batalla, Luis XV, reemplazo al Mariscal Contades por Victor François de Broglie al mando del ejército francés.
El 16 de diciembre de 1759 fue nombrado Mariscal de Francia.
La campaña de 1760 comenzó con la victoria sobre Fernando de Brunswick en la batalla de Corbach. Después de esta batalla ocupó Hesse y parte del electorado de Hannover donde tomo los cuarteles de invierno.

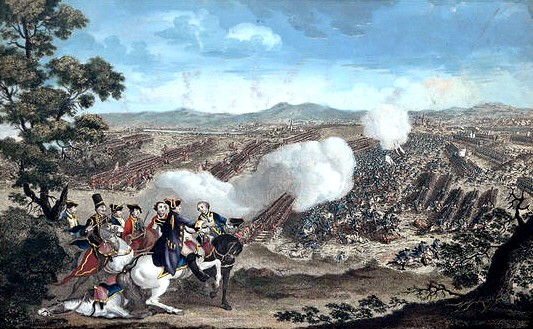
Batalla de Minden.

En la campaña de 1761 fue obligado por Fernando de Brunswick a retirarse pero poco después, tras recibir refuerzos, pudo pasar a la ofensiva y derrotó a Fernando obligándolo a levantar el sitio de Cassel.
Tras estos éxitos tuvo que dividir sus tropas y entregar parte de ellas a Charles de Rohan por órdenes del rey. Victor François se quedó con cerca de 25.000 hombres en Hesse.
Las tropas de Fernando de Brunswick se situaron cerca del bosque Teutónico y Victor François de Broglie y Charles de Rohan decidieron unir sus fuerzas para conseguir una victoria segura. En la batalla de Villinghausen la descoordinación francesa, las rivalidades entre los dos generales y las ansias por conseguir tomó el mérito provocó que los franceses fueran vencidos y perdieran 5.000 soldados.
De Broglie trató de culpar de la derrota a Charles de Rohan enviando un escrito a la corte, sin embargo, Carlos de Rohan, también había enviado una carta y como estaba protegido por Madame de Pompadour, De Broglie fue culpado de la derrota y tuvo que sufrir exilio.
Dos años después fue nombrado Gobernador de Metz, Toul y Verdún y en 1778 Gobernador General de Alsacia.

### Revolución Francesa

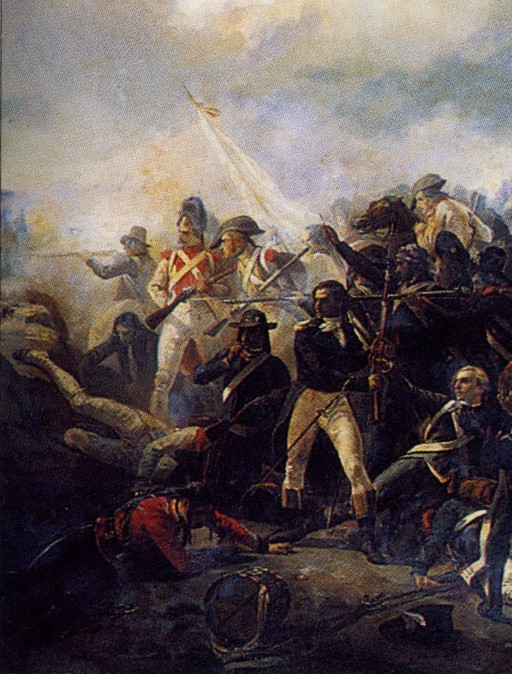
Ejército de los emigrados

Ocupó estos puestos hasta que en 1789, Luis XVI le dio el mando de las tropas reunidas cerca de Versalles y París que debían controlar los Estados Generales.
El 12 de junio de 1789 es nombrado Ministro de Guerra pero solo se mantuvo durante unos días en el puesto- hasta el día 16- recuperando el puesto de Gobernador de Metz donde fue recibido por una multitud furiosa teniendo que refugiarse en Luxemburgo, donde fue recibido con honores por el austriaco mariscal de Bender. José II de Habsburgo aprobó esta recepción de honor, haciendo el Victor François de Broglie nuevos testimonios de estima y consideración.
En 1792, estuvo al mando del ejército de los emigrados que acompañó a los prusianos en su ataque a la región de Champagne. 
Después de la muerte de Luis XVI, entró en el Consejo de Regencia en el exilio.
Tras la fallida campaña se retiró a Düsseldorf, a continuación a Bad Pyrmont, hasta 1798, que pasó al servicio de Rusia con el rango que tenía en Francia, pero no llegó a tener un mando áctivo.
Se preparaba para regresar a su país, cuando murió en Münster, en Westfalia, el 30 de marzo de 1804, a la edad de 86 años.